# NPG Music Club
NPG Music Club era una web oficial de Prince. Ganó el premio Webby Award en 2006.
Comenzó a funcionar el 14 de febrero de 2001 y fue cerrada en julio de 2006, siendo sustituida por la página 3121.com.